# Bernhard König (Politiker, 1914)
Ulrich Niklaus Bernhard König (* 28. Dezember 1914 in Schönbühl; † 16. Mai 2011 in Jegenstorf; heimatberechtigt in Wiggiswil) war ein Schweizer Arzt und Politiker (NA, Republikaner). 

## Leben
Der Sohn des Arztes Otto König besuchte die Primarschule in Jegenstorf maturierte er im Jahr 1930 am Freien Gymnasium in Bern. Bernhard König, der Mitglied der Zofingia war, studierte Medizin an der Universität Bern und wurde 1943 promoviert.
In der Folge leitete er – in der fünften Generation der Ärztefamilie König, die seit 1811 in Jegenstorf praktizierte – ebendort eine chirurgische Praxis. Dazu wirkte er als Arzt an der Frauenstrafanstalt Hindelbank. Von 1970 bis 1985 war er Chefarzt am Bezirksspital Jegenstorf. Er präsidierte den Ärztebezirksverein Bern-Land und gehörte der World Federation of Doctors Who Respect Human Life an, die einen Kampf gegen die Abtreibung führte.
König amtierte 1965 als Gemeindevizepräsident, von 1966 bis 1969 als Gemeindepräsident (Präsident der Gemeindeversammlung) von Jegenstorf. Darüber hinaus vertrat er in den Jahren 1972 bis 1975 die Republikanische Partei von James Schwarzenbach im  Nationalrat. Bernhard König setzte sich mit wertkonservativer Grundhaltung für die Eigenständigkeit und Neutralität der Schweiz ein und unterstützte Schwarzenbachs fremdenfeindliche Vorstösse.
Bernhard König war von evangelisch-reformierter Konfession. Er heiratete Käthi Hunziker, die Tochter des Primarlehrers Walter Hunziker.